# Lessertia diffusa
Lessertia diffusa är en ärtväxtart som beskrevs av Robert Brown. Lessertia diffusa ingår i släktet Lessertia och familjen ärtväxter. Inga underarter finns listade i Catalogue of Life.